# Указ «Захист нації від в'їзду іноземних терористів у Сполучені Штати»

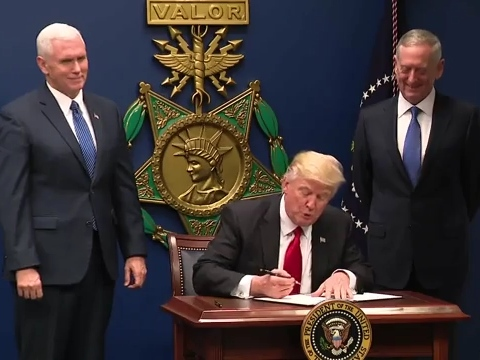
Д. Трамп підписує Указ «Захист нації від в'їзду іноземних терористів у Сполучені Штати»

Указ «Захист нації від в'їзду іноземних терористів у Сполучені Штати» (англ. Executive Order «Protecting the Nation from Foreign Terrorist Entry into the United States) — це указ президента Сполучених Штатів Америки Дональда Трампа про обмеження в'їзду у США для певних категорій осіб.

## Підписання та дія
27 січня 2017 року президент США Дональд Трамп під час церемонії в міністерстві оборони США підписав указ, що передбачає жорсткі заходи, щодо мігрантів.
28 січня 2017 року суд у Нью-Йорку ухвалив постанову, яка дає можливість тимчасово перебувати на території США особам, які прилетіли в країну з відкритими візами і підпали під дію міграційного указу президента Дональда Трампа. Іноземним громадянам в рамках цієї екстреної постанови суду надається можливість ще деякий час перебувати в країні.
Також, відомо, що Д. Трамп звільнив виконувачку обов'язків генерального прокурора і міністра юстиції країни Саллі Єйтс, яка відмовилася виконувати підписаний указ про імміграцію.

## Зміст та структура указу
Указ складається з 12 розділів із підрозділами.
Перший розділ із має назву «Мета». Цей розділ пов'язує прийняття указу із терористичною загрозою, а як приклад такої загрози наводиться теракт 11 вересня у США.
В указі відзначається, що ті прохання про надання статусу біженців у США, які були подані до цього моменту, можуть бути схвалені за умови проходження нових процедур. Указ також забороняє терміном на 90 днів в'їзд до США для громадян низки мусульманських країн, незалежно від того, прагнуть вони отримати статус біженця чи ні. Під заборону потрапили громадяни Ірану, Сирії, Лівії, Сомалі, Ємену, Іраку та Судану. Винятки становитимуть дипломати та представники міжнародних організацій.
Також в прийнятому указі зазначено, що США припиняють програму прийому біженців на 120 днів для з'ясування ефективності чинних правил. 
Також указом планується прискорити створення біометричної системи для контролю за тими, хто в'їжджає.  

## Наслідки

### Економічні
- Фондові індекси Азіатсько-Тихоокеанського регіону «пішли в мінус» через заборону на в'їзд біженців у США[12][13].
- Авіакомпанії Emirates Airline і Etihad Airways заявили про наміри усунути персонал, який потрапляє під діяльність нового указу, від польотів в США[14].
- Інтернет-гігант Google закликав співробітників, що перебувають за межами США, скоріше повернутися в країну через недавній указ президента США, що обмежує в'їзд іммігрантів у США. У компанії вважають, що її працівники-мігранти з семи мусульманських країн можуть не потрапити назад на роботу та побоюються, що новий указ може створити бар'єри для залучення талановитих фахівців з інших країн у США[15][16].

### Політичні
- 27 січня 2017 року Демократична партія США назвала указ Трампа про біженців «зрадою американських цінностей»[17][18].

### Інші
- Парламент Іраку проголосував за запровадження аналогічних заходів у відповідь на указ президента США Дональда Трампа, що тимчасово заборонив громадянам Іраку і ще шести переважно мусульманських країн в'їзд до США[19].
- 29 січня 2017 року на вулицях понад 15 американських міст, протестували проти нових імміграційних обмежень, запроваджених президентом Д. Трампом[20] Також, цього дня, у міжнародному аеропорту імені Джона Кеннеді в Нью-Йорку кілька десятків активістів організували протест в терміналі аеропорту, закликаючи впустити вимушених переселенців[21][22]. Протестуючі звинувачували Трампа в ксенофобії та ісламофобії, а також у цілому в посяганні на основи демократії в США, яку вони називають «нацією мігрантів»[23].
- Установи США змінили правила видачі повторних віз громадянам Росії після указу президента Дональда Трампа про посилення правил в'їзду в країну[24].

## Критика
Критики вказували на те, що хоча на виправдання указу звучали заяви, що він спрямований проти терористів, насправді з країн, які були включені до списку не було жодного терориста, який вчинив би теракт в США за останні десятиліття, при цьому країни, з яких походить найбільша кількість антиамериканських терористів — Саудівська Аравія, Єгипет, Катар, ОАЕ — виключені зі списку, тому що є близькими союзниками США

## Реакція світової спільноти
- Федеральний канцлер Німеччини Ангела Меркель піддала критиці указ президента США Дональда Трампа про заборону на в'їзд в країну громадянам семи мусульманських країн, назвавши його «помилковим»[26].
- Після того, як президент США Дональд Трамп заборонив іммігрантам з мусульманських країн перетинати американський кордон, прем'єр-міністр Канади Джастін Трюдо запросив біженців до своєї країни[27][28][29].
- Станом на 30 січня, більше мільйона британців підписалися під петицією, у якій міститься заклик скасувати запланований візит до Великої Британії президента Сполучених Штатів Америки Дональда Трампа у зв'язку із підписанням антиміграційного указу[30].
- 28 січня 2017 року Управління ООН у справах біженців та Міжнародна організація з міграції закликали адміністрацію президента Д. Трампа продовжувати надавати притулок біженцям[31][32].
- Колишній губернатор Каліфорнії та голлівудський актор Арнольд Шварценеґґер розкритикував указ про заборону на в'їзд до Сполучених Штатів громадян семи мусульманських країн, підписаний Д.Трампом та зазначив, що указ мали віддати на ретельне опрацювання фаховим юристам, а також узгодити з Мін'юстом та Міністерством національної безпеки[33].

## Цікаві факти
- В історії бували випадки, коли президент США обмежував дозвіл на в’їзд або вводив обмеження для певних груп іноземців, однак обмеження для всіх громадян певної держави запроваджені вперше за останні 52 роки[34].